# Non obstante
Non obstante, en under medeltiden i England rätt ofta tillämpad politisk grundsats, som gav kungen befogenhet att i vissa fall sätta sig över lagarna.
Teorin fick sitt namn av det i åtskilliga kungliga dekret begagnade latinska uttrycket: Non obstante aliquo statuto in contrarium ("utan hinder av något stadgande i motsatt riktning"). Det var under Henrik III (1216-1272), som detta sätt att frikalla sig från lagarna infördes. Det fick sin dödsstöt genom Bill of rights (1689), vars 12:e paragraf uttryckligen förbjöd dylik dispensering från gällande lag utan parlamentets bemyndigande.
Enligt amerikansk rätt, i de 49 delstater där common law är rådande, finns sedan i domstolar en princip om "Judgment notwithstanding the verdict (lat. Non Obstante Veredicto) varigenom en domare (as a matter of law, ung. "prejudiciellt") underkänner ett utslag av en jury med motiveringen att juryn på förefintligt processmaterial enligt gällande rätt omöjligt kan komma till sådant slut.